# Carel Lodewijk Begemann
Carel Lodewijk Begemann (Bojonegoro,  17 oktober 1915 -  8 september 2002) was een Nederlands waterbouwkundige, partner bij Van Hasselt & De Koning (nu Haskoning), gespecialiseerd in waterkrachtcentrales. Hij was de zoon van de waterbouwkundige Simon Hendrik Anton Begemann en een broer van de geotechnicus Heinrich Karl Simon Philip Begemann.

## Jeugd en studie
Hij groeide op in Nederlands-Indië in Bodjonegoro en later in Semarang, waar hij met zijn broer en zusters de HBS doorliep. Op de HBS maakte hij met zijn broer een model van een regelstuw die hun vader bedacht had. In 1932 ging hij met zijn broer naar Nederland. Beide broers startten in 1933 hun studie in Delft. Na pensionering van hun vader ging de hele familie in Rijswijk wonen. Hun zus Sofia Wilhelmina woonde daar ook en ging in Delft Chemische Technologie studeren, maar zij studeerde later af als arts in Utrecht.
In Delft was hij een actief lid van de roeivereniging Laga en penningmeester van de studievereniging Practische Studie. In 1939 rondde hij zijn studie af met het diploma van civiel ingenieur. Hierna ging hij terug naar Nederlands-Indië en krijgt een baan bij de koloniale waterstaat.

## De Tweede Wereldoorlog
Vanuit Java is hij naar Australië gegaan waar hij in dienst ging van de Australische luchtmacht.  Hij is daar getrouwd met Peggy Breedon Jones (4 mei 1919 Laura, Australië) op 19 oktober 1943 in Sydney.

## Na de Tweede Wereldoorlog
Ne de Tweede Wereldoorlog komt hij terug en gaat op 30 oktober 1954 bij Van Hasselt & De Koning in Nijmegen (Haskoning) werken, waar hij zich met name bezig hield met waterkracht. Hij werkte o.a in Nedeco-verband aan het ontwerp van de Kainji-dam in Nigeria. Dit project was gefinancierd door de Wereldbank.
Verder heeft hij ook in Nedeco-verband samen met Ilaco een feasibility study uitgevoerd voor de het Kano River Project (KRP) in Nigeria. Het idee voor dit project is in de jaren zestig van de vorige eeuw zijn ontstaan na uitgebreide landgebruiksonderzoeken en technische assistentie van de British Overseas Development Authority (ODA) en USAID. Het project begon serieus na de Nigeriaanse burgeroorlog eind jaren zestig, de Biafraoorlog. Het KRP beslaat een uitgestrekte overstromingsvlakte die de rivieren Kano, Challawa en hun samenvloeiing door de rivieren Hadejia en Jama'are omvat. De bouw van de Tiga- en Challawa-kloofdammen stroomopwaarts was de ruggengraat van KRP, een ontwikkeling die overstromingen tot stilstand bracht. De maximale omvang van overstromingen is afgenomen van 300.000 ha in de jaren zestig tot ongeveer 70.000 tot 100.000 ha. Het ontwerp van de Tigadam is niet door Begemann uitgevoerd, vanwege een conflict tussen Haskoning en de Nigeriaanse opdrachtgever. Het irrigatiesysteem is wel onder leiding van hem uitgevoerd, waar voor de waterverdeling goed gebruik is gemaakt van de begemannstuw, die door zijn vader was ontwikkeld en waarvoor hij als kind het meccano model had gemaakt. Er is ook een studie gedaan naar de optimalisatie van damgebruik in Indonesië  voor zowel irrigatie als waterkracht. Dat is niet gelukt; dit blijven tot op heden tegenstrijdige belangen. 
In juli 1958 werd hij vennoot in de firma, Hij bleef dit tot december 1977, wanneer hij terugtreedt om gezondheidsredenen. Hij is dan al lang pensioengerechtigd.
In november 1969 werd hij benoemd tot buitengewoon hoogleraar (=deeltijd hoogleraar) waterkracht aan de TU Delft; hij is dan vennoot bij Haskoning. Uit deze tijd stamt ook een lezing over de bouw van de Kainji-dam voor Practische Studie.

## Publicaties
- (1950). Gedachtenwisseling over Een nieuw bufferschachtsysteem. De Ingenieur in Indonesië  5 (6)
- Collegediktaat waterkracht f20. TU Delft (1965).
- Collegediktaat waterkracht f21. TU Delft (1965).
- Waterkracht - Accumulatiewerken. TUDelft (1965).
- (en) Begemann, C.L.  (1973). Planning of waterways for power generation and for navigation. International Navigation Congress (PIANC)  23